# Liste du patrimoine immobilier classé de Lobbes
Cette page regroupe l'ensemble du patrimoine immobilier classé de la commune belge de Lobbes.
| Objet | Année de construction / Architecte | Adresse           | Section communale | Coordonnées                      | Numéro d’inventaire | Illustration |
| --- | ---------------------------------- | ----------------- | ----------------- | -------------------------------- | ------------------- | --- |
| L'église Saint-Ursmer |                                    |                   |                   | 50° 20′ 47″ nord, 4° 15′ 58″ est | 56044-CLT-0001-01   | L'église Saint-Ursmer |
| Prés du Sart, Forge de Grignard (S) |                                    |                   |                   | 50° 19′ 53″ nord, 4° 13′ 32″ est | 56044-CLT-0003-01   | Image manquanteTéléverser |
| Bois à Tourettes, en bordure de la rue du Moulin du Bois. |                                    |                   |                   | 50° 20′ 58″ nord, 4° 15′ 21″ est | 56044-CLT-0004-01   | Image manquanteTéléverser |
| La portelette ainsi que les murailles d'enceinte sur cinquante mètres de part et d'autre (M) et l'ensemble formé par la portelette, les murailles et les abords (S). |                                    | Rue de Binche n°2 |                   | 50° 20′ 59″ nord, 4° 15′ 31″ est | 56044-CLT-0006-01   | La portelette ainsi que les murailles d'enceinte sur cinquante mètres de part et d'autre (M) et l'ensemble formé par la portelette, les murailles et les abords (S). |
| L'ensemble de l'église Saint-Ursmer à l'exception de l'orgue (partie instrumentale et buffet), de la tour de croisée et du porche ouest                              |                                    |                   |                   | 50° 20′ 47″ nord, 4° 15′ 58″ est | 56044-PEX-0001-01   | L'ensemble de l'église Saint-Ursmer à l'exception de l'orgue (partie instrumentale et buffet), de la tour de croisée et du porche ouest                              |